# Bolborhynchus orbygnesius
Il parrocchetto delle Ande (Bolborhynchus orbygnesius Souancé, 1856) è un uccello della famiglia degli Psittacidi.
Affine al B. lineola a parte l'effetto barratura, il parrocchetto delle Ande è tutto verde. Vive tra i 3000 e i 4000 metri, ma sono stati segnalati individui fino ai 6000 metri, tra montagne e valli alberate delle Ande in Bolivia e Perù. Taglia attorno ai 17 cm.